# 祖安·巴倫古素
祖安·卡路士·洛迪古斯·巴倫古素（Juan Carlos Rodríguez Belencoso，1981年9月1日—），生於西班牙埃爾切德拉謝拉，西班牙職業足球運動員，司職中鋒，其中一位在香港最受球迷歡迎的外援，多次入選香港足球明星選舉的最佳11人，曾當選2014年亞協盃神射手，曾獲提名為亞洲足球先生15個候選人之一，並獲亞洲足協提名為2015年度最佳外援球員最後三強，其在球場上未到最後絕不放棄的態度，深得球迷喜愛及尊重。不過由於傑志為了讓新援羅勳奴可以註冊上陣踢港超聯，公佈取消巴倫古素的外援球員註冊名額，在2016年3月10日，巴倫古素向傑志提出終止合約，在雙方的同意下球隊與巴倫古素提前解約一年，被取消註冊的巴倫古素落實轉投印尼球隊萬隆，不過並不算成功，現時效力西班牙足球乙二級聯賽球隊索庫埃利亞莫斯。

## 球員生涯

### 早年生活
巴倫古素生於西班牙的一個人口只有3千多人的貧窮小鎮埃爾切德拉謝拉，自幼家貧家庭負擔不起他的學費，12歲便輟學，13歲便已擁有大概1米70的身高，輟學後便當了當地的消防員，後來更隨爸爸做裝修工作養家，直至17歲才獲得機會離開家鄉到西班牙的青年球隊接受專業訓練，才改寫了他的一生。巴倫古素在西丙業餘球會坎塔布里亞展開球員生涯，其後曾外流到葡萄牙甲組的查維斯，之後回流西班牙，一直只效力西乙B及西丙球會。直至08/09球季，即他27歲加盟其出生城市球會阿爾巴塞特，可說衣錦榮歸，其後轉會到另一支西乙球會盧高，代替離隊到香港發展的盧比度前鋒位置，而來港加盟傑志前，則效力西乙B的卡迪斯。

### 傑志
2013年夏天，巴倫古素加盟香港甲組足球聯賽球隊傑志，據傑志總領隊伍健形容，巴倫古素是一名非常高大的球員，雖然近年入球能力不算太強，但他的制空能力強，而且有不俗的腳法，護球能力相當理想，踢整體戰也能配合不同需要的球員，並獲教練高美斯和助教盧比度對他相當高的評價，故此最後決定開出一紙聘約。2013年7月29日，傑志在香港大球場與英超球會曼聯的亞洲之旅友誼賽，最終以2–5不敵對方，也是巴倫古素第一場正式比賽替傑志上陣。2013年9月3日，巴倫古素首場甲組聯賽為傑志上陣，更首次在香港梅開二度，最終傑志以6–2擊敗晨曦。2014年10月27日，聯賽盃B組分組賽，傑志憑巴倫古素射入4球上演「大四喜」，以4–1擊敗和富大埔，賽後巴倫古素獲贈比賽用球為留念。2014年亞協盃，巴倫古素以11個入球成為賽事神射手。2014年11月18日，巴倫古素獲提名為亞洲足球先生15個候選人之一。2015年11月25日，傑志外援巴倫古素入圍年度最佳外援最後三強，與中超的廣州恆大中場高拉特、阿聯酋的阿爾阿里中場艾華頓列比路爭逐殊榮，與巴倫古素競爭的另外兩人均為亞冠盃決賽級人馬，巴西的高拉特是恆大在今年亞冠盃奪冠的重要成員，其同胞艾華頓列比路則協助阿爾阿里躋身決賽。2015－16球季，傑志改由西班牙教練加西亞領軍後，巴倫古素因戰術不合，亦因狀態下跌的情況下淪為後備，入球數字大減。2015年9月26日，傑志以1–1賽和東方，上半場5分鐘，巴倫古素接應橫傳近門射入為傑志先開紀錄，終於取得2015－16球季的首個入球。2016年1月30日，傑志為了讓新援羅勳奴可以註冊上陣踢港超聯，公佈取消巴倫古素的外援球員註冊名額，連帶亞協盃外援名額亦被褫去，他巴倫古素只能跟隨傑志操練而在正式比賽時作為座上客，令球迷極為不滿，前傑志隊友保連奴亦在社交網站留言聲援：「巴倫古素，有些人喜歡破壞你的功勞，但你對傑志和香港的貢獻已載入歷史，神會助你度過這難關，支持你！」每逢比賽前，傑志球迷都掛上聲援巴倫古素的橫額及其9號球衣，以示對該前亞協盃神射手的支持。雖然巴倫古素在季中獲數支本地球會招手，但心懷傑志的他只想留在球隊繼續操練，直到一天球隊願意再次把他重新註冊。
2016年3月10日，傑志已接獲球員巴倫古素提出終止合約的要求，在雙方的同意下球隊與巴倫古素提前解約一年，被傑志取消註冊的巴倫古素已落實轉投印尼球隊萬隆。本應下季才滿約的巴倫古素表示：「這三個月內都有數間本地球隊曾經邀請我加盟，我都一一拒絕，並選擇繼續留隊訓練，希望下季能夠重返註冊名單。但今次收到印尼萬隆開出的合約條件，實在非常吸引，畢竟自己都希望能夠盡快落場比賽，所以最後決定加盟。」他又指：「自己在傑志的數年間得著很多，一直都跟球隊上下都相處得很好。我想再一次感謝伍先生和辦公室的一班好同事，我的好隊友，若一直沒有他們的支持和配合，就不會有今天的我。最後，我亦想感謝一直支持我的傳媒朋友和一眾傑志球迷，他們在我遇到困難的時候，仍然對我不離不棄。即使今次決定離隊，但有朝一天如果傑志需要我的話，我都非常願意重返這個大家庭。」暫代總教練一職的朱志光表示：「巴倫古素是一名很出色的球員，但同時我們亦明白他選擇離開的原因，畢竟對球員來說，最需要的還是出場機會。球會上下與巴倫古素的感情深厚，雖然總會感到不捨但仍然尊重他所作的決定。我在此代表傑志感謝巴倫古素過去為球會所作出的努力，亦祝願他在印尼有更好的發展。」 2016年3月10日，傑志特別為巴倫古素這位効力近3年的功臣舉辦歡送儀式，在助教盧比度及暫代主教練朱志光陪同下，向一眾隊友道別，並直言：「在我心目中，你們不單是隊友，更是好朋友。」所有職球員都與這位西班牙鋒將一同切蛋糕及留影。巴倫古素離開傑志中心前不禁流下男兒淚，表示：「我在傑志踢了2年7個月，要離開隊友、職員、還有球迷，實在很傷心，但這對我來說是好事，我已準備好効力新球隊⋯⋯未來的事會如何，不會有人知道，我的妻子及兒子都很喜歡香港，若有機會回港，我的首選仍是傑志。」

### 離開香港球壇
巴倫古素終於在2016年3月接受印尼超級聯賽球隊萬隆的邀請，而球隊時任教練正是前傑志教練狄恩，當時受到印尼球迷的熱烈歡迎，因為傑志在2015年5月的亞協盃16強作客萬隆，就是憑巴倫古素接應張健峰的傳中球頂入先開紀錄，是役萬隆最終雖以0–2敗陣，但完場後萬隆球迷竟在巴倫古素步離球場時站立鼓掌，在賽後記者會上，當地傳媒更圍訪巴倫古素，對於其場上風度和頂上功夫，表現出無比認同和讚賞，不過巴倫古素在聯賽首六場比賽上陣無入球，表現受到球隊高層質疑，最終巴倫古素在印錦賽經過十二週賽事仍沒有入球，最後被球會斷然放棄。2016年7月27日，萬隆隊終於正式確認前鋒巴倫古素將被放棄，原因係於印錦賽經過十二週賽事還沒有入球，而部分球迷都認為巴倫古素係萬隆近年最失敗之引入。巴倫古素離開萬隆之後，於2016年8月加盟印度球隊加爾各答，與同前傑志教練摩連拿和前夢想駿其隊長柏保路一齊並肩作戰，雖然巴倫古素16場賽事僅入2球，但球隊仍奪得該季印超聯的冠軍。在2017年3月，西乙B第二組球隊索庫埃利亞莫斯在免費簽入巴倫古素，指他的經驗能補充球隊的兵源，事源球隊的主力前鋒先後離開和受傷，不幸的是球隊深陷護級旋渦，31場賽事得31分，20隊中排19位，最後4位的球隊需直接降班至西丙聯賽。

## 家庭生活
每巴倫古素逢代表傑志征戰亞洲足協的盃賽，無論是越南、印尼、泰國定新加坡，巴倫古素都總會為愛妻化身旅遊攝影師，把所見所聞透過照片與愛妻分享，十分有心。平日在港，兩夫妻就更加如膠似漆，每逢放假都會周圍去，一時家庭樂、一時二人世界，非常恩愛。

## 榮譽
傑志
- 香港超級聯賽冠軍（2014–15季度）
- 香港甲組足球聯賽冠軍（2013–14季度）
- 香港聯賽盃冠軍（2014–15季度）
- 香港足總盃冠軍（2014–15季度）

個人
- 亞協盃神射手（2014年）

## 外部連結
- 香港足球總會球員註冊資料 （页面存档备份，存于）
- BDFutbol profile （页面存档备份，存于）
- Futbolme profile （西班牙文）
- Stats at ForaDeJogo （页面存档备份，存于）
- Stats at FootballDatabase （页面存档备份，存于）